# Mingir
Mingir è un comune della Moldavia situato nel distretto di Hîncești di 5.039 abitanti al censimento del 2004

## Località
Il comune è formato dall'insieme delle seguenti località (popolazione 2004):
- Mingir (4.995 abitanti)
- Semionovca (44 abitanti)